# Jendri Pitoy
Jendri Pitoy (Tomohon, Indonesia, 15 de enero de 1981) es un exfutbolista de Indonesia que jugaba en la posición de guardameta. Actualmente es entrenador de porteros del Sulut United FC de la Liga 2 de Indonesia.

## Carrera

### Club
| Periodo   | Club                | Apariciones | Goles |
| --------- | ------------------- | ----------- | ----- |
| 2000–2001 | Persma Manado       | 23          | 0     |
| 2001–2004 | Persikota Tangerang | 88          | 0     |
| 2004–2010 | Persipura Jayapura  | 178         | 0     |
| 2010–2011 | Perseman Manokwari  | 18          | 0     |
| 2011–2012 | Persija Jakarta     | 16          | 0     |
| 2012–2013 | Persib Bandung      | 32          | 0     |
| 2013–2014 | Persiram Raja Ampat | 18          | 0     |
| 2014–2016 | Bhayangkara FC      | 19          | 0     |
| 2016–2017 | Perseka Kaimana     | 18          | 0     |
| 2017–2018 | PSBS Biak           | 10          | 0     |

### Selección nacional
Jugó para Indonesia en 18 ocasiones de 2003 a 2008 y participó en dos ediciones de la Copa Asiática.

## Logros
- Liga Indonesia: 2005
- Indonesia Super League: 2008–09
- Indonesian Community Shield: 2009